# Personal shopper
Un personal shopper è un consulente per gli acquisti, cioè una persona che dietro pagamento aiuta altre persone a scegliere e a comprare oggetti di vario tipo: abbigliamento, oggetti di arredamento, regali per le ricorrenze, etc.
Il personal shopper può accompagnare la clientela per i negozi (show-room - spazi espositivi, piccole botteghe artigiane, outlet, mercatini, gioiellerie e negozi di antiquariato o di porcellane rare, ecc), oppure acquistare gli oggetti per conto loro, o trova lavoro in negozi di marca e consiglia la clientela sugli abiti migliori o gli oggetti di arredamento in base allo stile più appropriato al cliente in questione.
I clienti sono normalmente donne di classe sociale agiata, talvolta che gravitano intorno al mondo della moda o dello spettacolo e generalmente con poco tempo a disposizione. Negli ultimi anni sono molte le aziende multinazionali che hanno scelto questa figura anche per affidare ad essa l'arduo compito di scegliere fornitori qualificati per la creazione di prodotti e di beni, di buon livello e nel contempo a prezzi competitivi.

## Personal Shopper Online
Il personal shopper online è un professionista che offre servizi di consulenza e assistenza nello shopping attraverso piattaforme digitali e negozi online. Questo ruolo si è sviluppato con l'aumento dell'e-commerce e offre ai consumatori un'alternativa comoda per fare acquisti, ricevere consigli di moda e prodotti di consumo e accedere a un'esperienza personalizzata senza dover visitare fisicamente i negozi.

### Ruolo
Il personal shopper online svolge diverse attività per assistere i clienti durante il processo di shopping online. Queste possono includere:
- Consulenza di moda: Fornire consigli di stile e suggerimenti basati sulle preferenze dei clienti e sulle ultime tendenze di moda.
- Ricerca e selezione di prodotti: Aiutare i clienti a individuare prodotti di qualità e adatti alle loro esigenze, valutando l'affidabilità dei negozi online.
- Creazione di look: Consigliare combinazioni di abbigliamento e accessori per creare outfit completi e coerenti.
- Guida all'acquisto: Fornire informazioni dettagliate sui prodotti, tra cui recensioni, caratteristiche e prezzi, per aiutare i clienti a prendere decisioni informate.
- Brokeraggio del prezzo: Negoziazione con gli e-commerce per ottenere sconti o promozioni speciali per i clienti.

### Benefici
L'utilizzo del servizio di personal shopper online offre diversi benefici ai consumatori, tra cui:
- Risparmio di tempo: Evitare di dover visitare fisicamente i negozi e poter fare acquisti comodamente da casa o da qualsiasi luogo.
- Consulenza esperta: Accedere a consigli e suggerimenti di esperti di moda e shopping per prendere decisioni più informate.
- Personalizzazione: Ricevere un servizio personalizzato e su misura per le proprie preferenze e necessità di shopping.
- Accesso a informazioni dettagliate: Ottenere informazioni complete sui prodotti, inclusi dettagli, recensioni e prezzi, per facilitare le scelte di acquisto.

## Nella cultura di massa
- Nel 2016 è uscito il film Personal Shopper, diretto da Olivier Assayas con protagonista Kristen Stewart.
- Nel 2020 il cantautore britannico Steven Wilson ha pubblicato un singolo intitolato Personal Shopper.